# Inkotanyi (film)
Inkotanyi est un  documentaire franco-belge réalisé par Christophe Cotteret en 2016 et sorti en 2017. Il a été diffusé sur la RTBf le 27 septembre 2017, puis sur Arte le 18 avril 2018.

## Synopsis
Rwanda, juillet 1994.
C’est la rébellion la mieux entrainée et la plus disciplinée du continent africain qui met fin au dernier génocide du XXe siècle, celui des Tutsis rwandais. À la tête de cette rébellion, l’actuel président du Rwanda Paul Kagamé. Leur nom : les Inkotanyi, nom donné aux troupes du Front patriotique rwandais (FPR).
D’abord formés dans la rébellion ougandaise de Yoweri Museveni au début des années 1980, les Inkotanyi ont bouleversé la région des Grands Lacs depuis 30 ans. Inkotanyi souhaite mettre en lumière la vie de ce mouvement politico-militaire, à travers la voix de ses principaux acteurs.

## Diffusion
Inkotanyi, Paul Kagame et le Rwanda est sorti en première mondiale en compétition au Festival international des programmes audiovisuels de Biarritz en janvier 2017, puis dans plusieurs autres festivals internationaux, notamment en compétition au Festival international du film documentaire et du film d'animation de Leipzig et au Festival panafricain du film de Los Angeles. Il a reçu le Main Awards au festival Signes de Nuit à Lisbonne.
Sorti en salles en Belgique en juin 2017, il a ensuite été diffusé sur les chaines de la RTBF le 27 septembre 2017, sur la chaine franco-allemande Arte le 18 avril 2018, le 17 novembre sur Public Sénat le 15 décembre 2018 et régulièrement sur TV5 Monde.

## Critiques dans la presse
- « Le sujet est si douloureux et polémique que l’exercice exige de la prudence et de la mesure. Il y en a dans ce film riche d’archives inédites, qui a nécessité trois ans de travail » (Le Monde).
- « Christophe Cotteret multiplie les interviews, explore des documents d'archives passionnants et mène sa caméra sur les lieux d'une Histoire offrant des résonances à toute l'Afrique et bien au-delà, en fait partout où comme au Rwanda la maladie, c'est l'utilisation des divisions ethniques à des fins politiques. Son documentaire prend le temps d'être complet, argumenté, jamais réducteur et d'un intérêt constant » (Le Vif/L'Express).
- « Une réflexion nuancée, d'une rare profondeur » (Télérama).